# Carmine (Cannobio)
Carmine è un borgo affacciato sulle rive occidentali del Lago Maggiore ed una frazione del comune di Cannobio. È divisa in due semiborgate: Carmine superiore, tipico borgo medioevale che sorge su di uno sperone roccioso sulle pendici del monte Carza ed è raggiungibile solo a piedi, e Carmine Inferiore, che si sviluppa attorno alla Strada statale 34 del Lago Maggiore a circa 3 km dal capoluogo, e si affaccia sulle rive del lago. Il nome arriva probabilmente dal latino culmen, termine che si riferisce alla sommità di un monte o di qualsiasi rilievo, luogo dove effettivamente sorge l'abitato di Carmine superiore.

## Storia
Fondata poco prima dell'anno Mille come casamento fortificato da una famiglia di notabili cannobiesi, aveva lo scopo di difendere la via d'accesso di Cannobio e dare rifugio alle popolazioni circostanti in caso di pericolo, specialmente nel periodo in cui il Lago Maggiore era infestato dai fratelli Mazzarditi nel XVI secolo, i quali risiedevano nei Castelli di Cannero.
La borgata era densamente popolata, ma nel ventesimo secolo venne gradualmente abbandonata, fino ad essere completamente disabitata. Intanto lungo la statale che costeggia il lago si andava pian piano sviluppando il borgo di Carmine inferiore, intorno ad un'osteria e stazione di posta. Attualmente sta avvenendo la rinascita del borgo medioevale, con il restauro di alcune case ad opera di villeggianti, stranieri appassionati e dei discendenti degli antichi abitanti.

## Chiesa di San Gottardo
La Chiesa in stile romanico fu cominciata a costruire verso il 1330. Un secolo più tardi fu terminato il campanile. I duchi di Milano hanno voluto dedicarlo al culto del vescovo di origine sassone San Gottardo, che soggiornò da queste parti nel suo viaggio verso Roma. La Chiesa fu fortemente voluta dai Carmenitt che non volevano più recarsi a Cannobio per le funzioni religiose. La chiesa è stata consacrata dal Cardinale Carlo Borromeo nel 1574. Gli affreschi al suo interno risalgono al XV secolo e sono attribuiti in gran parte al "maestro di Carzoneso" (Corzoneso è un comune svizzero del Canton Ticino che si è aggregato nel nuovo comune di Acquarossa nel 2004). Tali affreschi nel XVII furono ricoperti di calce a causa di una pestilenza, in quanto durante la peste del 1630, quella descritta dal Manzoni, numerosi appestati si erano rifugiati nella chiesa. Furono riscoperti e restaurati nel 1932 e nuovamente dal 1997 al 2002. La piazzetta antistante la chiesa ha funto fino al 1875 da camposanto; attualmente è un balconcino panoramico da cui si può godere un ottimo panorama del Lago Maggiore.

## Impressioni

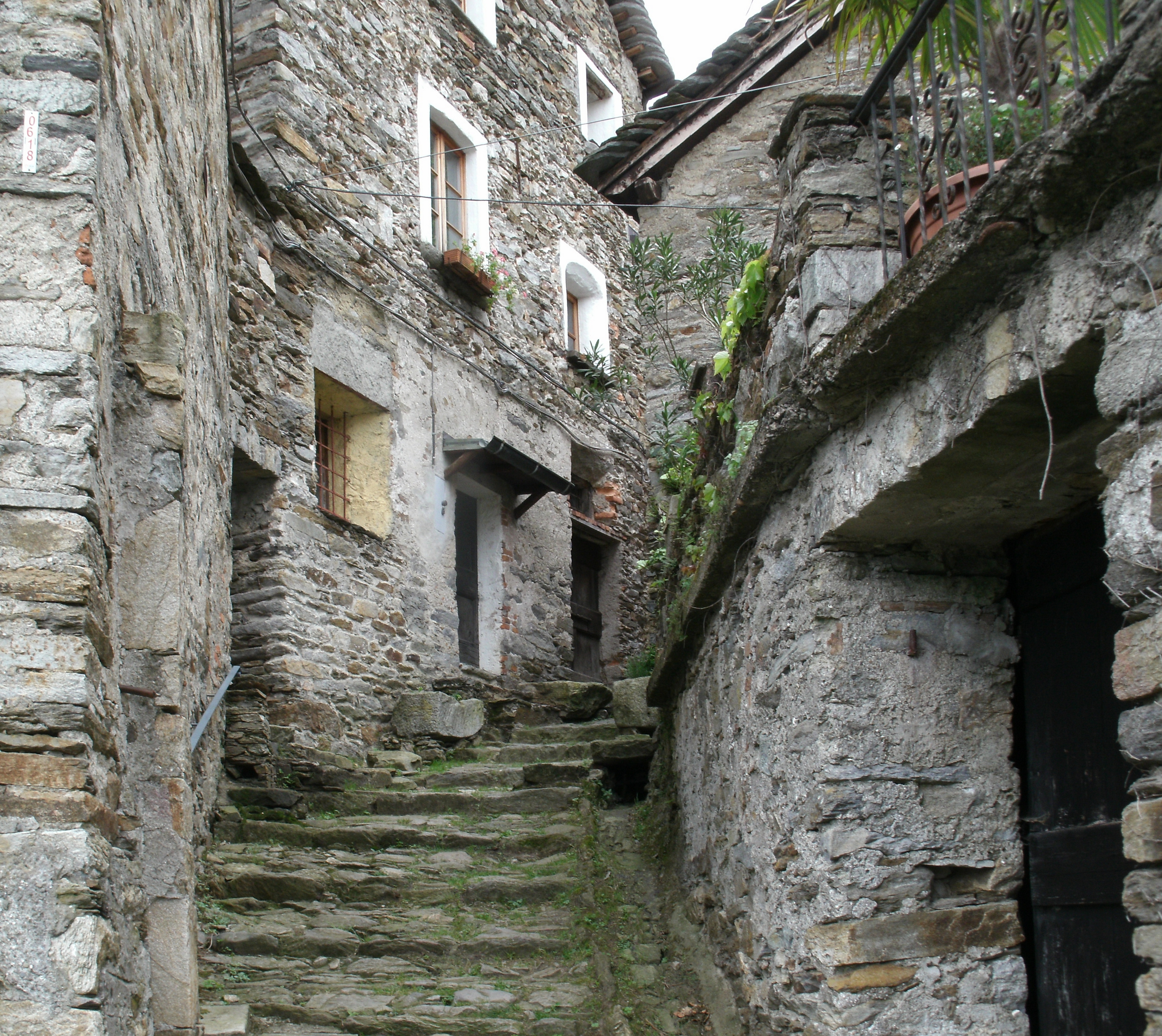
Strada del villaggio
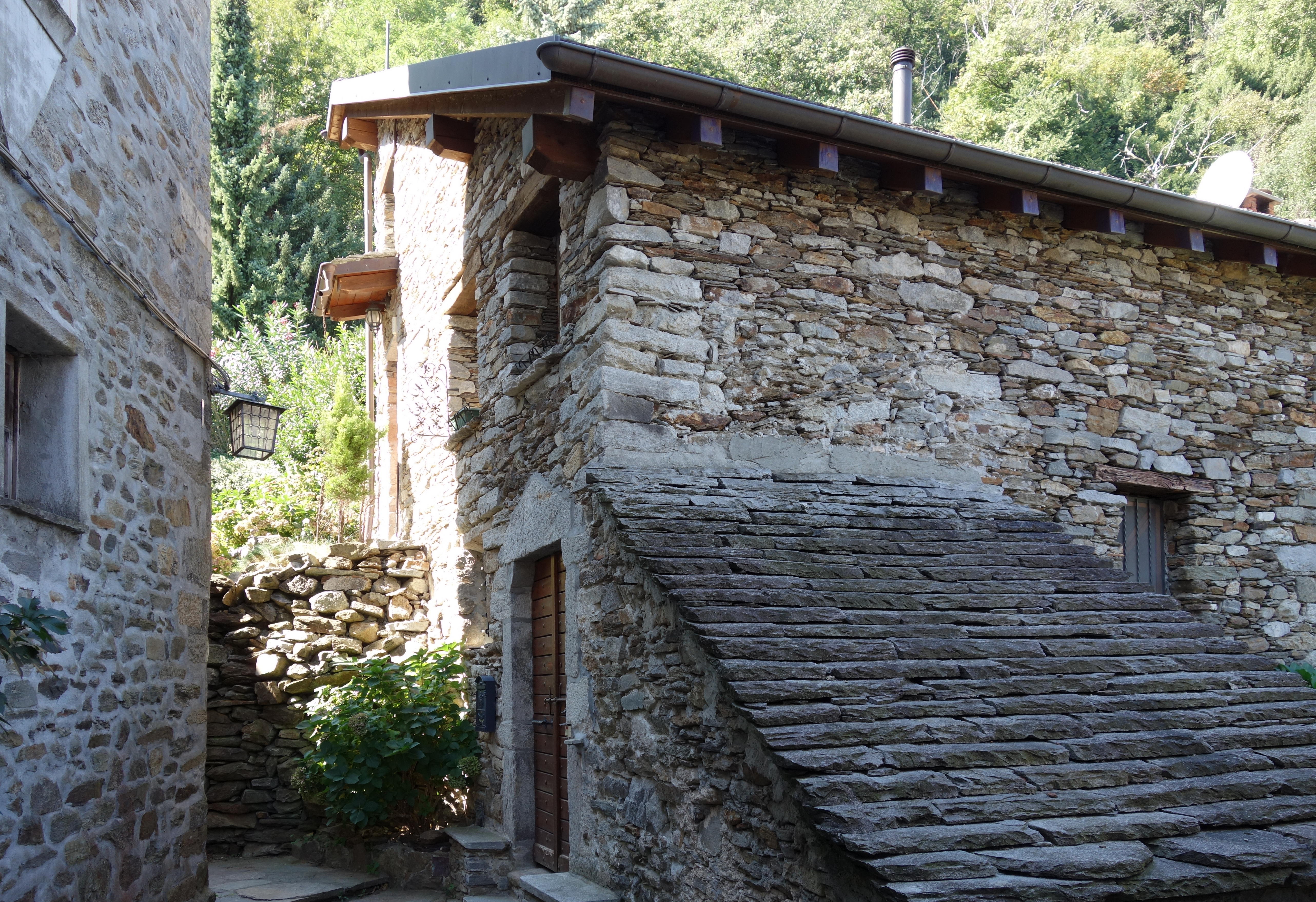
Case medievali
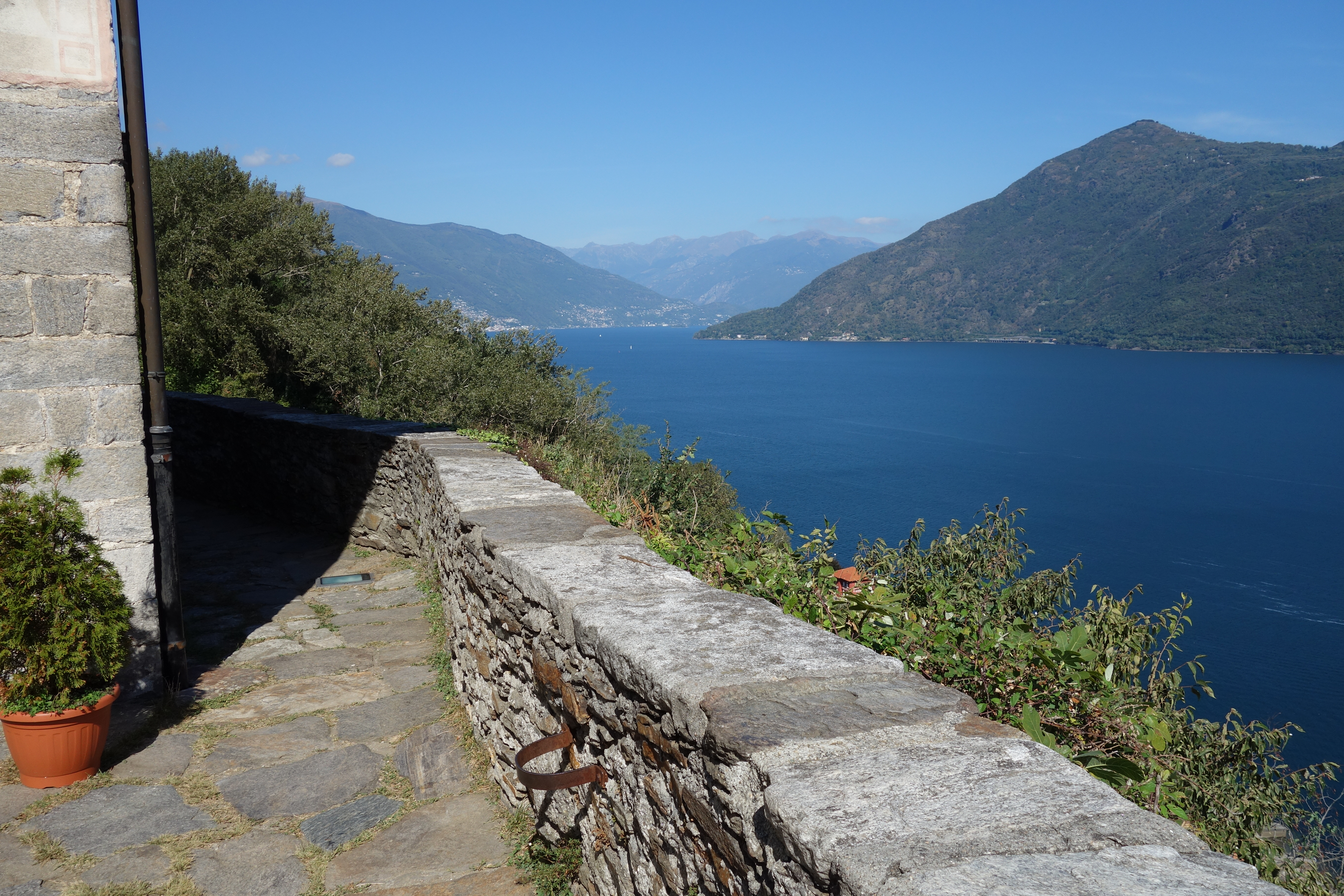
Il Lago Maggiore visto in direzione nord dalla terrazza dietro la chiesa di San Gottardo
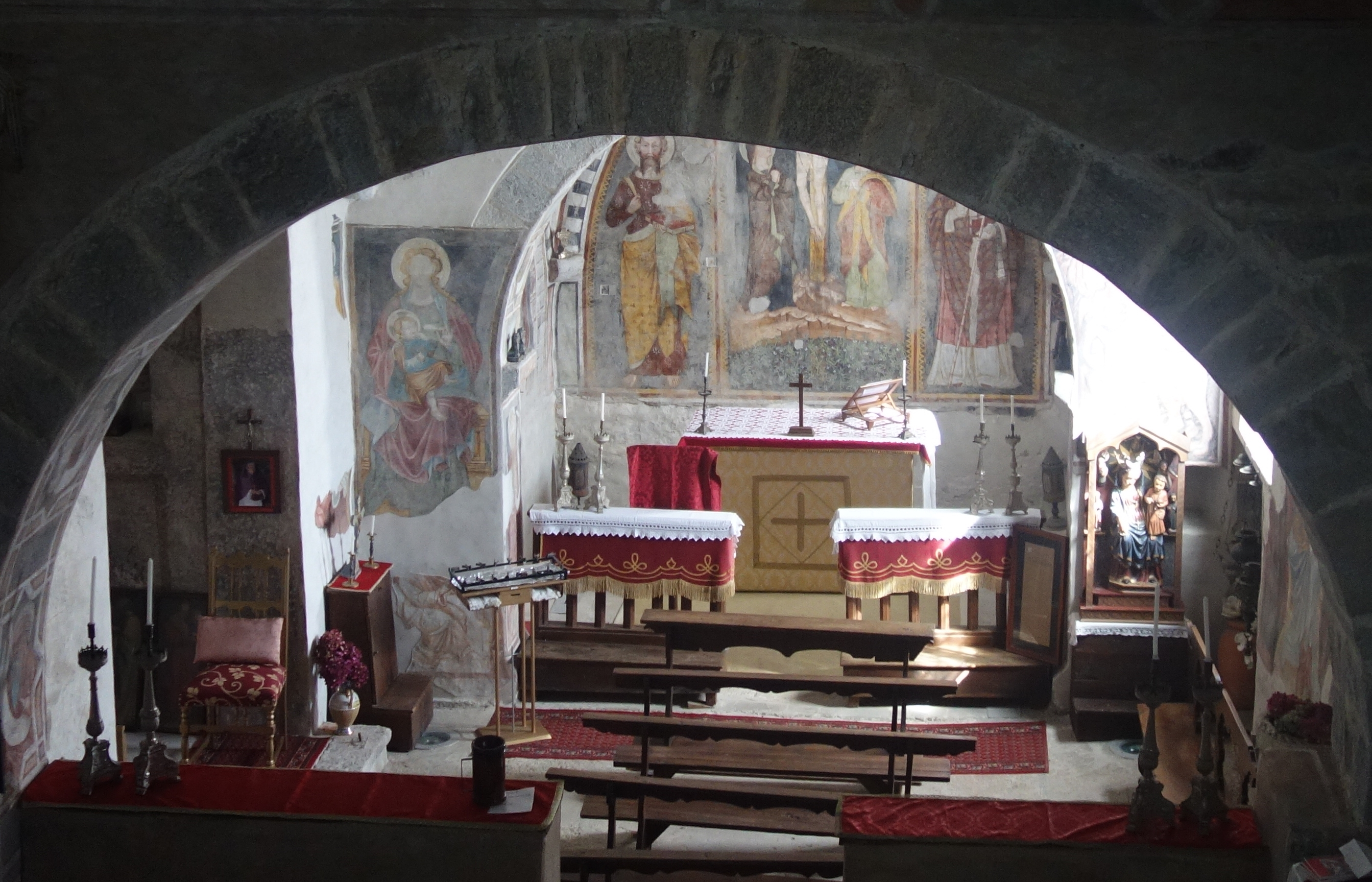
Chiesa di San Gottardo: Area dell'altare con affreschi interni
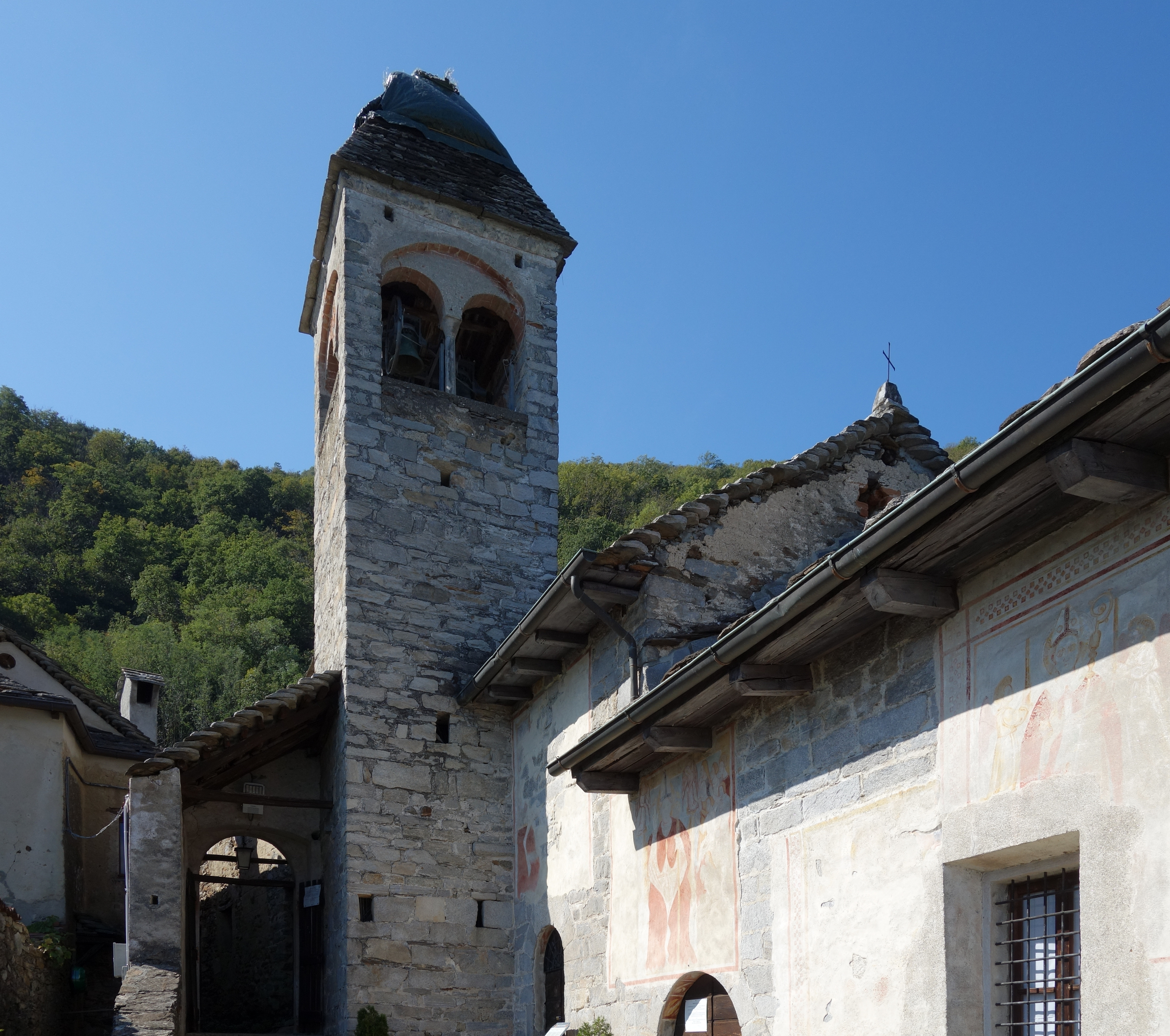
Chiesa di San Gottardo: Campanile e affreschi esterni